# Perdoceo
Perdoceo Education Corporation (PRDO), anciennement Career Education, est une entreprise américaine spécialisé dans l'enseignement post-secondaire privé ((en) for-profit higher education). 